# Epiphragma (Epiphragma) retrorsum
Epiphragma (Epiphragma) retrorsum is een tweevleugelige uit de familie steltmuggen (Limoniidae). De soort komt voor in het Oriëntaals gebied.